# Ezequiel Jacinto de Biasi
Ezequiel Jacinto de Biasi, genannt Ezequiel (* 22. September 1993 in Treze de Maio, SC), ist ein brasilianischer Fußballspieler. Der Rechtsfuß spielt vorwiegend in der Abwehr als rechter Verteidiger.

## Karriere
Ezequiel ist ein Spieler, welcher aus der Jugendmannschaft des Criciúma EC aus der gleichnamigen Stadt hervorgegangen ist. Hier schaffte er auch den Sprung in die erste Mannschaft. Am 18. August 2012 bestritt er sein erstes Spiel als Profi in der Série B gegen den Athletico Paranaense. Im Frühjahr 2013 wagte er den Wechsel nach Portugal zu Sporting Braga. Er kehrte zu seinem Heimatverein zurück und bestritt noch in der Série A 2013 seine ersten Spiele in der obersten brasilianischen Liga.
Obwohl sein Klub auch in der Saison 2014 noch in der Série A mitspielte, musste er den Klub wieder auf Leihbasis verlassen. Er kam zum Oeste FC nach Itápolis in die Série B. Hier durfte er regelmäßig auflaufen. Nach der Saison kehrte er wieder zum Criciúma EC zurück. Dieser hatte 2014 in der Série A nur den letzten Platz belegt. In der Série B 2015 konnte Ezequiel sich als Stammspieler durchsetzen.
Am 11. Juli 2016 wurde der Wechsel von Ezequiel zum Cruzeiro EC bekannt. Er erhielt dort einen Vertrag bis Ende 2020. Mit dem Klub konnte er 2017 und 2018 den nationalen Pokal gewinnen sowie 2018 die Staatsmeisterschaft von Minas Gerais. Zur Saison 2019 wechselte Ezequiel zum Fluminense FC. Nach Austragung der Staatsmeisterschaft von Rio de Janeiro wurde er an den EC Bahia bis Jahresende ausgeliehen.
Zur Saison 2020 wechselte Ezequiel zu Chapecoense. Ende Januar 2021 konnte Aylon mit dem Klub die Série B 2020 gewinnen. Einen Tag vor Abschluss der Saison verlängerte der Klub mit Ezequiel bis Ende 2021. Am Ende der Série A 2021 musste der Klub wieder in die Série B absteigen. Ezequiel bestritt dabei 14 Einsätze (kein Tor). Im Januar 2022 wechselte Ezequiel zu Sport Recife. Der Kontrakt erhielt eine Laufzeit bis zum Ende des Jahres. Im November erhielt der Spieler keine Vertragsverlängerung für 2023.
Im Januar 2023 unterzeichnete Ezequiel beim Londrina EC. In der Série B 2023 belegte er mit dem Klub einen enttäuschenden 18. Platz, welcher den Abstieg in die Série C 2024 bedeutete. Seit der Spielzeit 2024 tritt er für den Amazonas FC an.

## Erfolge
Cruzeiro
- Copa do Brasil: 2017, 2018
- Staatsmeisterschaft von Minas Gerais: 2018

Chapecoense
- Staatsmeisterschaft von Santa Catarina: 2020
- Série B: 2020